# Amoreira Cimeira
Amoreira Cimeira  é uma localidade da freguesia portuguesa da Portela do Fojo - Machio, município de Pampilhosa da Serra distando da sede 360m.
A Amoreira Cimeira fica na margem direita do rio Zêzere e tem como coordenadas geográfica: latitude: 39º 59' 16" e  longitude: 8º 3' 33".
A povoação de Amoreira é composta por vários lugares: Algar, Amoreira Cimeira, Amoreira Fundeira, Amoreirinha, Cabeço, Cimo da Fonte, Corga de Oiro, Corga do Rossaio, Correguinha, Costa, Enxaminhos, Ervideira, Ervideiras, Favaca, Fonte de Baixo, Fonte de Cima, Fonte Maré, Fundo do Vale, Horta Cimeira, Lagar, Outeiro, Quartão do Moinho, Ribeiro d’Além, Ribeiro de Indioso, Santa Bárbara, Selada, Souto Cimeiro, Travessa, Vale da Figueira, Vale da Fonte, Vale da Gata, Vale da Raposa e Vale de Madeiro.

## História
Um dos primeiros fa(c)tos a ter em conta na história desta aldeia é a célebre Carta de Foro Perpétuo da Herdade de Alvares, outorgada em Setembro de 1281 por Martim Gonçalves e sua mulher Maria Viegas, carta essa que foi confirmada pelo rei D. Dinis. Trata-se de um foral pelo qual aquele casal doou aos Cónegos Regrantes de Santo Agostinho, que viviam no Mosteiro de Folques (hoje pertencente ao município de Arganil) as terras que hoje correspondem às actuais freguesias de Portela do Fojo e Alvares. Infelizmente, não se consegue concluir, pela leitura do dito foral, que nessa altura já havia moradores na terra que hoje corresponde à Amoreira, mas apenas que tal zona passou a ser propriedade do mosteiro.

## Flora e fauna
Em relação às espécies vegetais da região da Amoreira Cimeira temos Carqueja, o Castanheiro, o Eucalipto, o Feto, a Lantisca, o Medronheiro, o Pinheiro-Bravo, o Tojo, o Trovisco e a Urze, entre outras. Entre as espécies animais encontramos a Abelha, a Aranha, a Barata, a Borboleta, o Caracol, o Coelho-Bravo, a Cobra, o Corvo, o Cuco, a Formiga, o Gafanhoto, o Grilo, o Javali, a Lavandeira, a Lesma, a Louva-a-Deus, a Osga, o Ouriço-Cacheiro, o Melro, o Morcego, a Mosca, o Pardal, a Perdiz, a Rã, a Raposa, o Rato, a Sardanisca e a Vespa, entre outras. Nos rios que correm a Norte e a Sul encontramos ainda o Achigã, o Barbo, a Boga, a Carpa, a Enguia e a Truta.

## Património arquitetónico
A par de Padrões, a Amoreira é outra aldeia da freguesia de Portela do Fojo que se pode orgulhar no seu património arquitetônico.Desde logo, possui quatro alminhas, a maior parte delas em bom estado de conservação. Duas encontram-se no sítio de Selada, uma na Ladeira das Casas e a última no sítio nas Relvinhas.
Tem igualmente um cruzeiro, sem valor artístico. Atesta "apenas" a religiosidade destas gentes.
Quanto à arquitectura civil, encontramos várias casas de xisto, algumas ainda no seu estado puro. Podem ser observados alguns quelhos e um curioso passadiço, palco de uma lenda já contada nas páginas deste jornal15. Possui diversas fontes, de várias épocas do século XX, mas que merecem também atenção e – sobretudo – carinho por parte dos seus habitantes.
A igreja mais importante desta aldeia é a capela dedicada a Santa Bárbara. Pelo seu estilo, pensamos que se trata de um templo seiscentista. É formado por quatro corpos bem distintos: o alpendre, a nave, o altar-mor e o campanário.
O alpendre é formado por um telhado de três águas, com telha ondulada moderna. É suportado por dois grossos alicerces e quatro colunas de granito cilíndricas, amareladas pelo tempo. A base das colunas consiste em cubos de xisto que aparentam sinais de desgaste, fruto do tempo, da erosão e da qualidade da pedra utilizada. No interior do alpendre, ao seu redor, existem bancos de pedra corridos. O chão é revestido por lajes de lousa típica da região. O acesso à nave faz-se por uma porta de madeira, com uma ombreira ligeiramente curva. Dois nichos laterais rectangulares deixam o visitante mirar o interior da capela e avaliar a grossa espessura das paredes do pequeno templo (um dos factores que explica a sua sobrevivência até aos nossos dias). A nave é pequena, apenas levando umas poucas dezenas de pessoas sentadas em bancos de madeira corridos. O Altar-mor é composto por um altar em talha dourada, em arco de volta perfeita, no qual está colocada a imagem de Santa Bárbara.
O campanário, anexo à nave no lado direito,provavelmente erguido vários anos após a construção da capela, posui a inscrição "1763". Possui um pequeno sino, suportado por um arco também ele de volta perfeita.
Pode-se ainda visitar a Igreja Matriz de Portela do Fojo e o Recinto da Festa.